# Moció de censura contra Mariano Rajoy de 2018
La moció de censura contra Mariano Rajoy, president del Govern d'Espanya, es va celebrar entre el 31 de maig i l'1 de juny de 2018. La moció va ser registrada pel Partit Socialista Obrer Español (PSOE) el 25 de maig, després que l'Audiència Nacional espanyola va sentenciar que el Partit Popular (PP) s'havia beneficiat de l'esquema de suborns il·legals per a contractes del cas Gürtel, amb els tribunals confirmant l'existència d'una comptabilitat i finançament estructural que es va desenvolupar en paral·lel amb l'oficial des del moment de la fundació del partit el 1989.

## Disposicions
La Constitució espanyola de 1978 requereix que les mocions de censura siguin proposades per almenys una desena part dels diputats (35 de 350). La moció també ha d'incloure un candidat alternatiu per a President del Govern, ja que les mocions de censura a Espanya són constructives. Perquè una moció de censura tingui èxit, s'ha d'obtenir el vot favorable de la majoria absoluta al Congrés dels Diputats. Ha de passar un període mínim de cinc dies després de la inscripció de la moció de censura abans de poder votar. Les altres parts tenen dret a presentar propostes alternatives dins dels dos primers dies posteriors a la inscripció. Si la moció de censura no fos aprovada pel Congrés, els signataris no en podran presentar cap més durant el mateix període de sessions.
Al mateix temps, el President del govern no pot dissoldre les Corts Generals i convocar eleccions generals mentre hagi una moció de censura pendent.
Si la moció de censura té èxit, el president del govern sortint abandona el seu càrrec. El candidat que el reemplaça rep automàticament la confiança del Congrés dels Diputats, i immediatament és nomenat President del Govern pel Rei.

## Antecedents
La moció de censura va ser registrada pel Partit Socialista Obrer Espanyol (PSOE) el 25 de maig, després que l'Audiència Nacional espanyola sentenciés que el Partit Popular (PP) es va veure beneficiat del règim de suborns per contractes il·legal del cas Gürtel, i el tribunal van confirmar l'existència d'una estructura il·legal de comptabilitat i finançament que va funcionar en paral·lel amb l'oficial del partit des de la fundació del partit el 1989. L'Audiència Nacional va confirmar que el PP va ajudar a establir «un sistema genuí i efectiu de corrupció institucional a través de la manipulació de la contractació pública central, autonòmica i local», i va considerar que Rajoy no havia estat «veraç» en el seu testimoni com a testimoni durant el judici.
Els socialistes van tramitar la iniciativa, fins i tot abans d'iniciar la reunió de l'executiva en la qual s'havia de discutir els detalls de la moció. El president del PSOE, Pedro Sánchez va anunciar que volia establir un govern de transició que asseguri la «governança» del país i recuperar la «normalitat democràtica» arran de la crisi política desencadenada pel cas Gürtel, per després convocar aviat unes eleccions generals. La moció de censura es va presentar amb les signatures dels 84 diputats socialistes. Unidos Podemos (l'aliança de Podemos i Izquierda Unida, entre d'altres), Esquerra Republicana de Catalunya (ERC), el Partit Demòcrata Europeu Català (PDeCAT), Compromís i Nueva Canarias (NCa) van anunciar immediatament el seu suport a la moció de censura. Alhora, Ciutadans (Cs) va certificar el final del seu suport al govern de Rajoy i va demanar que es fessin unes eleccions generals anticipades mentre va expressar la seva desconnexió de la maniobra de Sánchez. Fonts del govern i del PP van reconèixer que la moció tenia perspectives reals d'èxit, ja que el suport del PSOE i Unidos Podemos, juntament amb el dels partits nacionalistes perifèrics, seria suficient per a obtenir la majoria absoluta requerida.
El 26 de maig, el PSOE va acceptar a convocar les eleccions anticipades demanades per Cs a canvi que donessin el seu suport a la moció de censura. El govern de Rajoy va admetre haver perdut el control de la legislatura i no va descartar veure's obligat a convocar eleccions anticipades per a finals de 2018 o principis de 2019, fins i tot si arribés a superar la moció.
El 28 de maig de 2018, la presidenta del Congrés dels Diputats Ana Pastor anuncia que la moció de censura serà debatuda el 31 de maig i l'1 de juny de 2018, i després es votarà.

## La moció de censura

### El debat
Aquesta moció va ser debatuda entre els dies 31 de maig i 1 de juny de 2018.

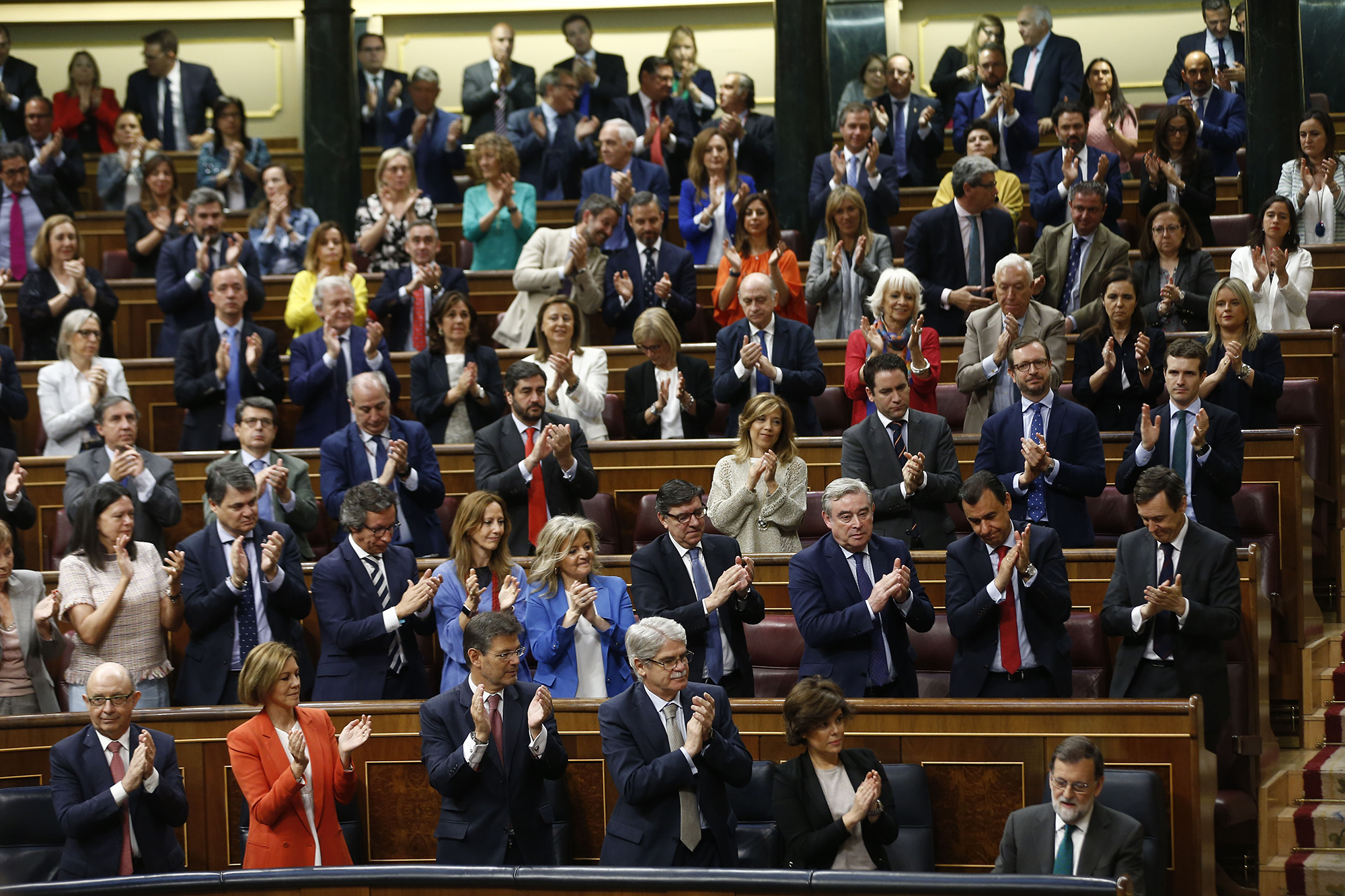
Grup parlamentari de Mariano Rajoy aplaudint al final de la seva intervenció en el debat de la moció de censura

En el primer dia de debat, el 31 de maig, Pedro Sánchez va dir davant dels parlamentaris que no té intenció de revocar a la llei de pressupostos per al 2018, aprovada pocs dies abans, destacant la «responsabilitat» i la «voluntat de garantir la governabilitat i l'estabilitat». També va dir que volia ser el defensor de la descentralització i que es negava a explotar políticament el debat territorial «per a no enfocar el que ens separa». Afirma que el seu gabinet tindria l'objectiu de tornar a connectar amb totes les comunitats autònomes i d'obrir un «diàleg entre el Govern d'Espanya i el nou govern català i amb el govern basc». A continuació, es va comprometre a formar un «govern socialista, paritari i proeuropeu que garanteixi l'estabilitat fiscal, i que farà aplicarà la Constitució, que farà del diàleg la seva manera de fer política amb totes les forces polítiques i tots els governs autònoms», i la participació a partir de llavors per a fixar la data de la propera elecció general «per consens». Fins llavors, va dir que el programa serà «d'estabilitat, de moderació, progressiu i consensuat».
Més tard, durant el dia, el Partit Nacionalista Basc recolza la moció, que li garanteix 180 vots a favor. Per la seva banda, Rajoy exclou la dimissió, l'única solució per evitar la seva destitució i permetre el manteniment transitori del PP al poder .

### La votació
El dia 1 de juny de 2018 es va votar la moció de censura, finalitzant amb èxit i donant com a resultat la destitució del president Rajoy i el seu Govern per 180 vots a favor, 169 en contra i 1 abstenció; i la investidura de Pedro Sánchez com a president del Govern.
| Candidat             | Data                                                   | Vot         |     |    |    |    |   |   |   |   |   |   |   |   |   | Total     |
| -------------------- | ------------------------------------------------------ | ----------- | --- | -- | -- | -- | - | - | - | - | - | - | - | - | - | --------- |
| Pedro Sánchez (PSOE) | 1 de juny de 2018 Majoria absoluta requerida (176/350) | Sí          |     | 84 | 67 |    | 9 | 8 | 5 | 4 | 2 |   |   |   | 1 | (180/350) |
| Pedro Sánchez (PSOE) | 1 de juny de 2018 Majoria absoluta requerida (176/350) | No          | 134 |    |    | 32 |   |   |   |   |   | 2 |   | 1 |   | (169/350) |
| Pedro Sánchez (PSOE) | 1 de juny de 2018 Majoria absoluta requerida (176/350) | Abstencions |     |    |    |    |   |   |   |   |   |   | 1 |   |   | (1/350)   |
| Pedro Sánchez (PSOE) | 1 de juny de 2018 Majoria absoluta requerida (176/350) | Absències   |     |    |    |    |   |   |   |   |   |   |   |   |   | (0/350)   |

Pedro Sànchez va ser nomenat pel rei Felip VI l'1 de juny de 2018 i va prendre possessió del seu càrrec davant seu el 2 de juny de 2018, sense la presència de cap símbol religiós, a diferència de la resta de presidents.
Aquesta va ser la quarta moció de censura des de la Transició Espanyola a la democràcia i la segona presentada contra Mariano Rajoy després de la d'Unidos Podemos l'any anterior, així com la primera de tota la democràcia espanyola en resultar aprovada.